# UMA (álbum)
UMA é o vigésimo álbum de estúdio de Vanilda Bordieri, produzido por Marcelo Victor e Ronny Barboza e lançado em fevereiro de 2016 de forma independente. Onze faixas são de autoria da cantora, e a regravação "Dia de pentecostes" é composição de Mattos Nascimento. As faixas que se destacam são "Cheguei pela fé", "Faraó", "Saia do cativeiro", "O linguarudo" e "Contribua com amor".
| Críticas profissionais | Críticas profissionais |
| Avaliações da crítica  | Avaliações da crítica  |
| Fonte                  | Avaliação              |
| ---------------------- | ---------------------- |
| Super Gospel           | [ 4 ]                  |

## Faixas
| Nº | Duração               | Compositor        | Duração |
| -- | --------------------- | ----------------- | ------- |
| 1  | Faraó                 | Vanilda Bordieri  | 3:59    |
| 2  | Saia do cativeiro     | Vanilda Bordieri  | 4:14    |
| 3  | Adoradoras            | Vanilda Bordieri  | 3:58    |
| 4  | Nabucodonosor         | Vanilda Bordieri  | 4:08    |
| 5  | Cheguei pela fé       | Vanilda Bordieri  | 5:10    |
| 6  | Coral dos homens      | Vanilda Bordieri  | 4:20    |
| 7  | Dia de pentecostes    | Mattos Nascimento | 4:07    |
| 8  | Coral das mulheres II | Vanilda Bordieri  | 4:30    |
| 9  | Contribua com amor    | Vanilda Bordieri  | 4:16    |
| 10 | Chuva de benção       | Vanilda Bordieri  | 5:59    |
| 11 | Primeiro amor         | Vanilda Bordieri  | 3:51    |
| 12 | O linguarudo          | Vanilda Bordieri  | 4:06    |